# Tončka Marolt
Tončka (Antonija) Marolt (r. Šuštar) slovenska operna pevka sopranistka in folkloristka (zbirateljica ljudskih pesmi in plesov) * 10. januar 1894, Špitalič, † 7. maj 1988, Ljubljana. 
Rodila se je očetu Janezu in materi Ani (rojena Slapnik). Tončka Marolt je po maturi na ljubljanskem učiteljišču dve leti poučevala, nato je na konservatoruju v Ljubljani študirala solopetje in klavir. V letih 1919–1921 je pela v ljubljanski Operi, 1921–1925 v mariborski, gostovala v Osijeku. Leta 1936 se je poročila s Francetom Maroltom, vodjem Folklornega inštituta in se začela zanimati za slovensko glasbeno izročilo. Na moževo pobudo je sestavila sistem znakov za zapisovanje ljudskih plesov. To je bila prva izvirna slovenska pisava, ki pa se zaradi uvedbe mednarodne plesne pisave v stroki ni uveljavila. Po moževi smrti je nadaljevala njegovo delo z zapisovanjem pesmi in plesov po slovenskih pokrajinah. Za Glasbeno-narodopisni inštitut je prispevala preko 2.000 zapisov; številne pesmi je priredila za glas s spremljavo, plesne melodije pa za razne godalne sestave. Od leta 1948 do 1974 je bila glasbena voditeljica Akademske folklorne skupine France Marolt. Izdala je dve plošči priredb slovenskih ljudskih pesmi.
Tončka Marolt je bila tudi mentorica številnim podeželskim amaterskim folklornim skupinam. Njene oderske postavitve gorenjskih plesov in glasbene priredbe so v svoje sporede vključile tudi plesne skupine drugih republik nekdanje Jugoslavije.
Njena sesta Marija Šuštar (1905–1989) je bila prav tako etnokoreologinja in folkloristka.    